# Дебют (табла)
Дебютът в таблата, подобно на шахмата, представлява съвкупността от откриващите играта ходове. Началните ходове са предмет на проучване на теорията на дебюта в таблата. Тази теория не е проучена толкова подробно, колкото шахматната, която, в контраст, е разгледана детайлно. Причината за това е, че в таблата има 21 възможни изхода, правейки „разгъването“ на дървото на възможните позиции далеч по-бързо и лесно в сравнение с шахмата.
С течение на времето е постигнат консенсус между играчите на табла по отношение на предпочитаните ходове при откриване на играта. С появата на невронните мрежи, мненията по отношение на темата кои са най-добрите откриващи ходове са се променили в неочаквана насока.

## Предпочитани ходове
Таблицата по-долу, съдържаща данни от компютърно генериран ролаут, обобщава най-предпочитаните ходове при всички възможни ситуации (петнадесет). Няма откриващи ходове, състоящи се от чифтове, тъй като при началото на играта всеки играч хвърля един зар. Пръв мести този, чийто зар показва по-голямо число. Ако заровете и на двамата играчи показват едно и също число, те са принудени да хвърлят отново. При случаи, където не са представени предпочитани ходове, но два или повече алтернативни такива, последните изглеждат равносилни спрямо статистическата несигурност и не може да се каже със сигурност кой е по-добрият ход.
Ходовете са записани чрез стандартния метод за отбелязване на ходове в таблата. Например, 8/5 означава преместване на пул от осма на пета позиция.
| Резултат от заровете | Предпочитан ход | Алтернативни ходове | Алтернативни ходове | Алтернативни ходове |
| -------------------- | --------------- | ------------------- | ------------------- | ------------------- |
| 2-1                  | 13/11, 6/5      | 24/23, 13/11        | —                   |                     |
| 3-1                  | 8/5, 6/5        | —                   | —                   |                     |
| 4-1                  | 24/23, 13/9     | 13/9, 6/5           | —                   |                     |
| 5-1                  | 24/23, 13/8     | 13/8, 6/5           | —                   |                     |
| 6-1                  | 13/7, 8/7       | —                   | —                   |                     |
| 3-2                  | 24/21, 13/11    | 13/11, 13/10        | —                   |                     |
| 4-2                  | 8/4, 6/4        | —                   | —                   |                     |
| 5-2                  | 24/22, 13/8     | 13/11, 13/8         | —                   |                     |
| 6-2                  | 24/18, 13/11    | 13/5                | —                   |                     |
| 4-3                  | 13/10, 13/9     | 24/21, 13/9         | 24/20, 13/10        |                     |
| 5-3                  | 8/3, 6/3        | —                   | —                   |                     |
| 6-3                  | 24/18, 13/10    | 24/15               | —                   |                     |
| 5-4                  | 24/20, 13/8     | 13/9, 13/8          | 24/15               |                     |
| 6-4                  | 24/18, 13/9     | 8/2, 6/2            | 24/14               |                     |
| 6-5                  | 24/13           | —                   | —                   |                     |

Изводът, който може да се извлече от данните в таблицата е следният: като изключим случаите, при които играчът прави капии, както и местения от вида на 24/13 (наричано „скок на любовника“), успешната игра се характеризира с разделянето на пуловете от капията на позиция 24 и преместване на пулове от позиция 13.
Горните ходове, произлезли от компютърен анализ, демонстрират, че редица начални ходове, които са били често играни в миналото, сега са считани за ирационални. Пример за това е ходът 5-2: 13/11 13/8. Въпреки че не е лош ход, по-предпочитаният избор е 24/22 13/8. В други случаи, резултати на компютърни анализи показват алтернативни стратегии, които не са били обект на внимание в миналото; ходът 6-4: 8/2 6/2 бил посрещан с пренебрежение от експерти, но резултатите показват, че този ход е толкова ефективен, колкото 24/14 и 24/18 13/9.